# Колеватовцы
Колеватовцы — упразднённая деревня в Шарьинском районе Костромской области России. Входила в состав Шангского сельского поселения. Исключена из учётных данных в 2025 году.

## История
Согласно переписи населения 1897 года в починке Колеватово проживало 8 мужчин и 10 женщин.
Согласно Списку населенных мест Костромской губернии в 1907 году починок Колеватово относился к Хорошевской волости Ветлужского уезда Костромской губернии. По сведениям волостного правления за 1907 год в починке числилось 6 крестьянских дворов и 18 жителей.
До 2010 года деревня входила в состав Матвеевского сельского поселения.
С 2011 г. в деревне Колеватовцы размещается православное поселение в количестве 30 человек под руководством иеромонаха Евстратия (священника Филиппова Вениамина Евгеньевича).

## Население
| 2008 | 2010 | 2014 |
| ---- | ---- | ---- |
| 3    | ↘0   | ↗1   |